# Lestek
Lestek, Leszek, niepoprawnie (forma zlatynizowana) Lestko – drugi książę Polan z dynastii Piastów, o którym wspomina Gall Anonim w swej kronice. Syn Siemowita i ojciec Siemomysła. Większość historyków przyjmuje autentyczność tej postaci.

## Imię
Geneza jego imienia nie jest pewna. Wincenty Kadłubek na początku XIII wieku przetłumaczył to imię na „przebiegły” i taką etymologię zwykle uważa się za prawidłową. Wywodzi się ją od słowiańskiego lest, „chytrość”, które jest pochodną czasownika lstiti (lьstь), lścić, "działać chytrze, podstępnie". Słowo to uważa się za zapożyczenie z języków germańskich, od pragermańskiego słowa *listiz, "podstępny" poprzez goc. 𐌻𐌹𐍃𐍄𐍃 (lists), niem. listig („chytry, przebiegły”) lub szw. listig („mądry”). 
Według niektórych badaczy imię Lestka mogło być zdrobnieniem jakiejś nieznanej, dwuczłonowej, słowiańskiej nazwy osobowej Lścimir bądź Lścisław. Według tej hipotezy mogło ono pierwotnie brzmieć Lścik. 
Według Karola Szajnochy imię Lestek jest pochodzenia skandynawskiego, co było używane jako jeden z argumentów za hipotezą o normańskim pochodzeniu dynastii piastowskiej.
Prawidłowymi formami tego imienia są formy zakończone na -ek, czyli Lestek lub obocznie Leszek. Niepoprawna wersja Lestko przyjęła się w starszej historiografii pod wpływem autorytetu Oswalda Balzera, który taki zapis promował na kartach swojej Genealogii Piastów. W obliczu ostatnich badań onomastycznych należy przyjąć, że formy zakończone na -ko są formami zlatynizowanymi.

## Lestek w relacji Galla Anonima
Lestek miał być synem i następcą Siemowita, a ojcem i poprzednikiem Siemomysła. Po jego, tj. Siemowita zgonie na jego miejsce wstąpił syn jego Lestek, który czynami rycerskimi dorównał ojcu w zacności i odwadze. Po śmierci Lestka nastąpił Siemomysł, jego syn.

## Lestek aLitzkeiLicikaviki
Przypuszcza się, że od jego imienia powstały terminy „Lestkowie” i „Lestkowice”, jakimi jeszcze w czasach Mieszka I nazywano nieraz mieszkańców państwa Polan. Kronika Widukinda zawiera informację, że poddanymi Mieszka I byli Licikaviki. Znaczenie tego terminu jest sporne, a jedna z hipotez zakłada, że może  pochodzić od imienia Lestka (Licikaviki → Lscikoviki → Lścikowicy czyli Lestkowice). Z kolei dzieło O zarządzaniu państwem cesarza bizantyjskiego Konstantyna VII Porfirogenty z 948 wspomina o ludzie zwanym Litzke.

## Historyczność Lestka
Początkowo nikt nie wątpił w historyczność Piastów „przedmieszkowych”. W drugiej połowie XIX wieku zaczęto kwestionować ich istnienie.W artykule pt. Dynastia Piastów we wczesnym średniowieczu Henryk Łowmiański bronił wiarygodności przekazu Galla Anonima, a tym samym i „historyczności” trzech bezpośrednich poprzedników Mieszka. W nowszych badaniach historyczność tej postaci bywa kwestionowana.

## Daty panowania
Nie zachowały się żadne wiarygodne dane na temat dat panowania Lestka. Przyjmuje się hipotetycznie, że urodził się około 870–880, a objął rządy około 900–910. Większość literatury przyjmuje, że zmarł przypuszczalnie w latach 930–940. Henryk Łowmiański przesuwał datę zgonu na około 950.
Pierwotnie nie dało się datować na rządy Lestka żadnych wydarzeń. Obecnie możemy przypisać Lestkowi rozpoczęcie tzw. rewolucji piastowskiej, czyli militarno-ekonomicznej koncentracji władzy w rękach księcia i budowy pierwszych potężnych grodów państwowych – pierwszego w Grzybowie, w latach 915–922.

## Małżeństwa i potomstwo
Nie wiadomo nic o żonie (żonach) Lestka. Stanisław Zakrzewski wysunął domysł, że Lestek mógł być żonaty z księżniczką morawską. Późny przekaz kronikarza z XIV wieku zdawał się sugerować, że był żonaty z saską księżniczką i miał z nią syna Ewrakera, późniejszego biskupa Leodium. Informacji tej jednak nie sposób zweryfikować; w polskiej literaturze poza Stanisławem Kętrzyńskim nikt nie zwrócił na nią uwagi. Według legendy rodowej rodu Sobieskich córka Lestka, Metodia miała poślubić niejakiego Sobiesława (Sobiesza), wnuka Sobiesława księcia Dalen.
Jedynym pewnym dzieckiem Lestka jest syn Siemomysł, który objął po nim rządy.

### Hipotetyczna genealogia
| Piast ur. ? zm. ? | Piast ur. ? zm. ? |                      |                      | Rzepicha ur. ? zm. ? | Rzepicha ur. ? zm. ? |  |  | NN ur. ? zm. ? | NN ur. ? zm. ? |                |                | NN ur. ? zm. ? | NN ur. ? zm. ? |
|                   |                   |                      |                      |                      |                      |  |  |                |                |                |                |                |                |
|                   |                   |                      |                      |                      |                      |  |  |                |                |                |                |                |                |
|                   |                   | Siemowit ur. ? zm. ? | Siemowit ur. ? zm. ? |                      |                      |  |  |                |                | NN ur. ? zm. ? | NN ur. ? zm. ? |                |                |
|                   |                   |                      |                      |                      |                      |  |  |                |                |                |                |                |                |
|                   |                   |                      |                      |                      |                      |  |  |                |                |                |                |                |                |
|                   |                   |                      |                      |                      |                      |  |  |                |                |                |                |                |                |

|  |  | NN ur. ? zm. ? OO ? | NN ur. ? zm. ? OO ? | Lestek (ur. ?, zm. ok. 930–940)       | Lestek (ur. ?, zm. ok. 930–940) |  |  |  |  |
|  |  |                     |                     |                                       |                                 |  |  |  |  |
|  |  |                     |                     |                                       |                                 |  |  |  |  |
|  |  |                     |                     |                                       |                                 |  |  |  |  |
|  |  |                     |                     | Siemomysł ur. IX/X w. zm. ok. 950–960 |                                 |  |  |  |  |

## Pomniki
Lestka upamiętnia renesansowa płaskorzeźba umieszczona w portalu bramy wjazdowej Zamku Piastów Śląskich w Brzegu.

## Opracowania
- Buczek K., Zagadnienie wiarygodności dwu relacji o początkowych dziejach państwa polskiego, [w:] Prace z dziejów Polski feudalnej (ofiarowane Romanowi Grodeckiemu), Warszawa 1960.
- Jasiński K., Rodowód pierwszych Piastów, Warszawa-Wrocław (1992).
- Koneczny F., Dzieje Polski za Piastów, Kraków 1902.
- Korzon T., Dola i niedola Jana III Sobieskiego, T. I, Kraków 1898.
- Łowmiański H., Dynastia Piastów we wczesnym średniowieczu, [w:] Tymieniecki K. (pod red.), Początki państwa polskiego. Księga tysiąclecia, T. 1, Poznań 1962.
- Łowmiański H., Początki Polski, T. 5, Warszawa 1973.
- Małecki A. Lechici w świetle historycznej krytyki, 1897, wyd. 2, przejrzane przez autora (1907)
- Wyrozumski J., Dzieje Polski piastowskiej (VIII wiek-1370), T. II z serii: Wielka historia Polski, Kraków 1999.
- Stanisław Zakrzewski, Bolesław Chrobry Wielki, Lwów 1925.